# Diane Nukuri

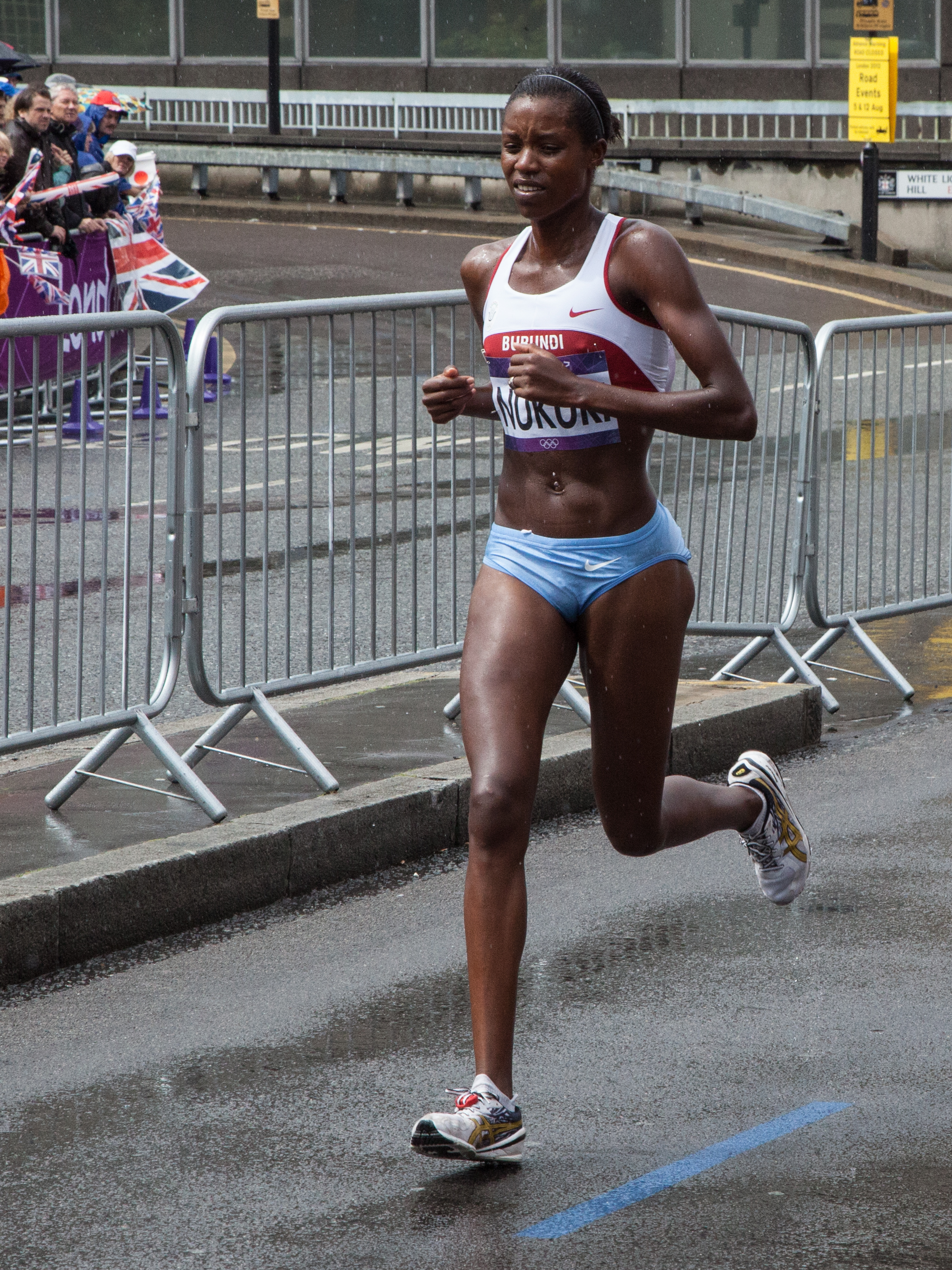
Diane Nukuri beim Frauenmarathon der Olympischen Sommerspiele 2012

Diane Nukuri, verheiratet Nukuri-Johnson (* 1. Dezember 1984 in Bujumbura oder Umurundi, Burundi) ist eine burundische Leichtathletin.
Die 1,86 Meter große, nach anderen Quellen 1,83 Meter große, Kommunikationswissenschafts-Studentin an der University of Iowa, die 2012 ein Wettkampfgewicht von 59 kg auf die Waage brachte, ist mit Alex Johnson verheiratet und wird von Layne Anderson trainiert. Nukuri nahm bereits an den Olympischen Sommerspielen 2000 in Sydney teil. Beim dortigen 5000-Meter-Lauf erreichte sie eine Zeit von 16:38,30 Minuten. Damit verpasste sie als 14. des Vorlaufs das olympische Finale. Sie stand erneut im sechsköpfigen Aufgebot der burundischen Mannschaft für die Olympischen Sommerspiele 2012 und wirkte bei der Eröffnungsfeier als Fahnenträgerin. In London startete sie auf der Marathonstrecke und belegte mit persönlicher Bestzeit von 2:30,13 Stunden den 31. Rang. 2013 verbesserte sie beim Boston-Marathon ihre Zeit auf 2:29,54 Stunden und belegte damit den achten Platz.

## Persönliche Bestleistungen
- 10-km-Straßenlauf: 31:49 min, 22. Mai 2016, Manchester
- Marathon: 2:27:50 h, 26. April 2015, London